# Listă de personaje din Planeta maimuțelor
Aceasta este o listă de personaje din franciza Planeta maimuțelor, atât din roman cât și din ecranizările sale, existând unele diferențe. Lista este prezentată în ordine alfabetică.

## Aldo
În seria de filme Planeta Maimuțelor, Aldo este liderul facțiunii gorilelor (și al revoluției maimuțelor) în timpul evoluției societății maimuțelor înainte de căderea omenirii.
Aldo este pentru prima oară menționat în al treilea film, Evadare de pe planeta maimuțelor, atunci când cimpanzeul Cornelius îl descrie ca fiind prima maimuță care a putut să vorbească și primul care a spus "Nu!" asupritorilor săi umani. El apare în următorul film, Cucerirea planetei maimuțelor, (portretizat de actorul David Chow), ca un cimpanzeu care este bătut de polițiști umani în fața lui Armando și Caesar, fiul lui Corneliu și Zira, cel care mai târziu va conduce revolta maimuțelor.

## Profesorul Antelle
În roman, profesorul Antelle, împreună cu Ulysse Mérou și Arthur Levain au participat la o expediție spațială spre Betelgeuse.

## Caesar
În finalul filmului Evadare de pe planeta maimuțelor, Cornelius și Zira au un copil pe care-l numesc tot Milo, dar care în Cucerirea planetei maimuțelor va fi redenumit Caesar după ce acesta își alege numele din Biblia guvernatorului Breck. Cezar este cel ce va conduce maimuțele într-o revoltă contra oamenilor după ce o boală a ucis toți câinii și toate pisicile, maimuțele fiind singurele animalele de companie ale oamenilor. Acestea, fiind mai inteligente decât câinii și pisicile, învață și pot face diferite sarcini din ce în ce mai complexe, de aceea ele sunt tratate ca niște sclavi deși inteligența lor evoluează. Cezar este creierul care va conduce revolta împotriva acestei opresiuni.

## Jinn și Phyllis
Jinn și Phyllis este un cuplu de călători în spațiu din romanul Planeta maimuțelor. Aceștia găsesc un manuscris închis într-o sticlă și află că în anul 2500 profesorul Antelle a organizat o expediție împreună cu Ulysse Mérou și Arthur Levain pentru explorarea unei stele gigante numită Betelgeuse. 

## Koba
Koba este maimuta rea din filmul al doilea.

## Legiuitorul
Legiuitorul (The Lawgiver) este un urangutan care apare în filmul original din 1968.

## Levain
În roman, Arthur Levain este un om care a participat la expediția spre Betelgeuse. Pe planeta Soror asemănătoare Pământului este ucis de gorile.

## Mérou
Ulysse Mérou este personajul principal al romanului Planeta maimuțelor (Pierre Boulle, 1963). De profesie este jurnalist. Ulysse Mérou a participat la expediția spre Betelgeuse.
Acesta reușește să scape în cele din urmă, fiind ajutat de Zira și de logodnicul său Cornelius.

## Dr. Milo
În filmul Secretul planetei maimuțelor, Dr. Milo este unul dintre cei trei cimpanzei inteligenți, alături de Cornelius și Zira, care ajung pe Pământul anilor 1970 într-o navă spațială care plutea de-a lungul coastei Californiei. Cei trei sunt duși de către oameni la o grădină zoologică. Înainte ca oamenii să afle că pot vorbi și sunt inteligenți, Dr. Milo este ucis de o gorilă primitivă aflată într-o cușcă vecină cu a lor. În final, Cornelius și Zira au un copil pe care-l numesc tot Milo, dar care în Cucerirea planetei maimuțelor va fi redenumit Caesar după ce acesta își alege numele din Biblia guvernatorului Breck.

## Nova
Nova este un personaj al romanului Planeta maimuțelor și al seriei de filme cu aceeași denumire. Nu este capabilă de vorbire și are un comportament primitiv. În ecranizarea din 1968, rolul acesteia este jucat de către Linda Harrison.

## Sirius
În roman, Sirius este un om, fiul astronautului Ulysse Mérou cu primitiva Nova.

## Steven Jacobs
Steven Jacob e un director la firma unde a fost născut Cesar personajul principal din ambele filme "Planeta maimutelor invazia si revolutie". De la firma lui s a transmis un virus care a pus pe cale de dispariție omenirea.

## Taylor
George Taylor

## General Ursus
Generalul Ursus este o gorilă care apare în filmul Secretul planetei maimuțelor din 1970.

## Will Rodman
Will Rodman e stăpânul lui Cesar in film.

## Dr. Zaius
Dr. Zaius este un personaj fictiv care apare în romanul lui Pierre Boulle și în seria de filme și seriale de televiziune bazate pe acesta. (În romanul lui Boulle, termenul onorific era "Mi", un cuvânt în limba maimuțelor.) El este un urangutan și, deși are un rol minor lipsit de dialoguri în roman, el devine antagonistul principal în ecranizarea ulterioară a romanului. Zaius a fost portretizat în primul și al doilea film din seria de filme de către actorul Maurice Evans, în serialul de televiziune de mai târziu de Booth Colman, iar vocea sa a fost interpretată, în seria de desene animate, de către Richard Blackburn.

## Zira și Cornelius
Zira este un cimpanzeu femelă care află de la Mérou că Ulysse este un om ce posedă inteligență. Cornelius este logodnicul Zirei.
În filmul Evadare de pe planeta maimuțelor cei doi, Zira și Cornelius, fug înapoi în timp în Los Angeles-ul secolului al XX-lea, unde au de înfruntat o teamă și o persecuție similară cu ceea ce Taylor și Brent au suferit în viitor, în filmul Planeta maimuțelor. În final, Zira și Cornelius mor, iar copilul lor, Milo, scapă.